# Tcheremoch
La Tcheremoch (en ukrainien : Черемош ; en roumain : Ceremuş ; en polonais : Czeremosz) est une rivière  d'Ukraine et un affluent de la rivière Prout, dans le bassin hydrographique du Danube.

## Géographie
La Tcheremoch arrose les oblasts d'Ivano-Frankivsk et de Tchernivtsi. Elle sépare les régions historiques de Bucovine et de Galicie. Elle est formée par la réunion de la Bilyï Tcheremoch (Tcheremoch blanc) et Tchornyï Tcheremoch (Tcheremoch noir). Son régime est principalement pluvial. Son débit moyen est de 26,6 m3/s au-dessus de son embouchure.
La Tcheremoch arrose la commune urbaine de Kouty et les villes de Vyjnytsia et de Vachkivtsi.

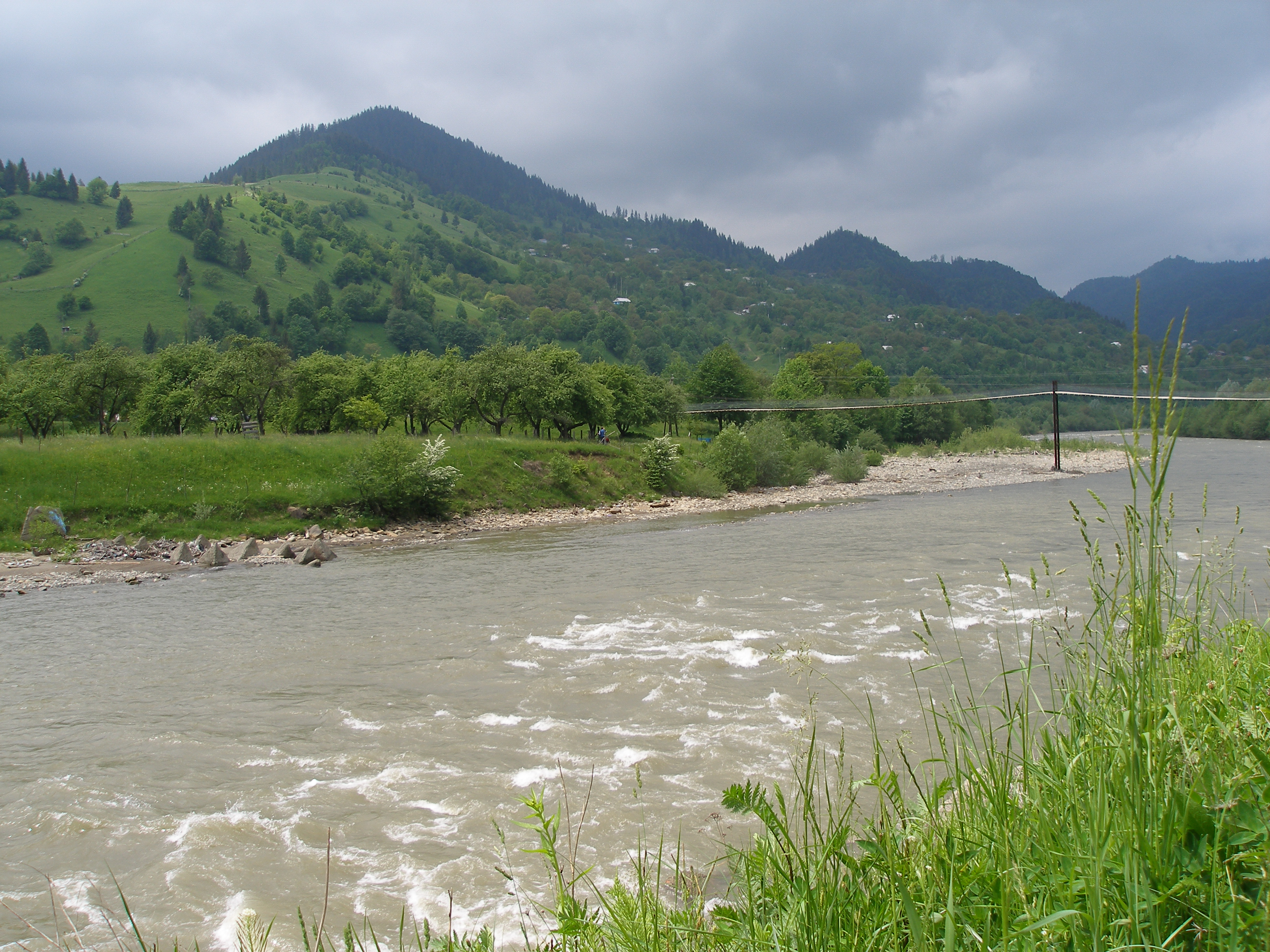
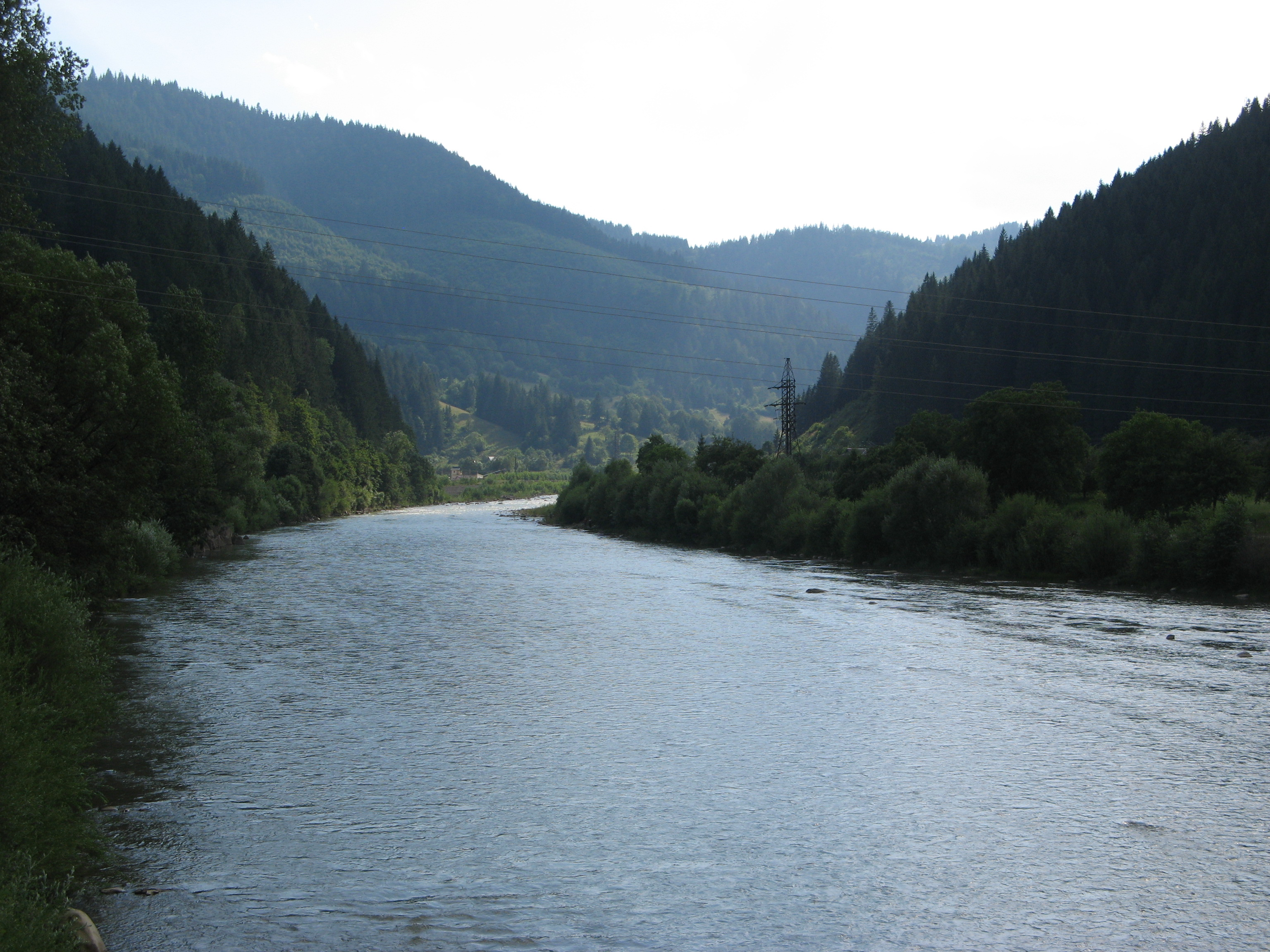
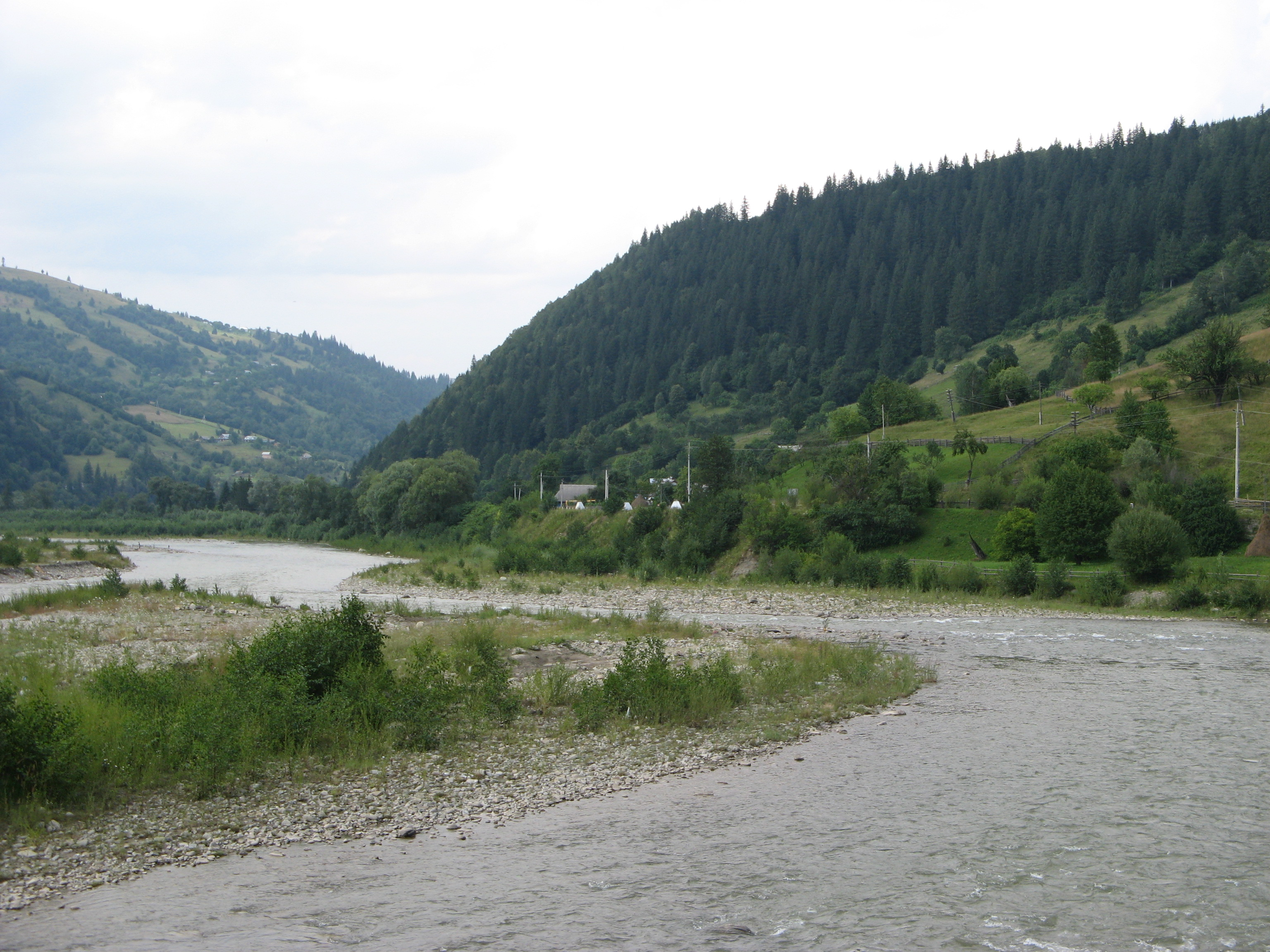
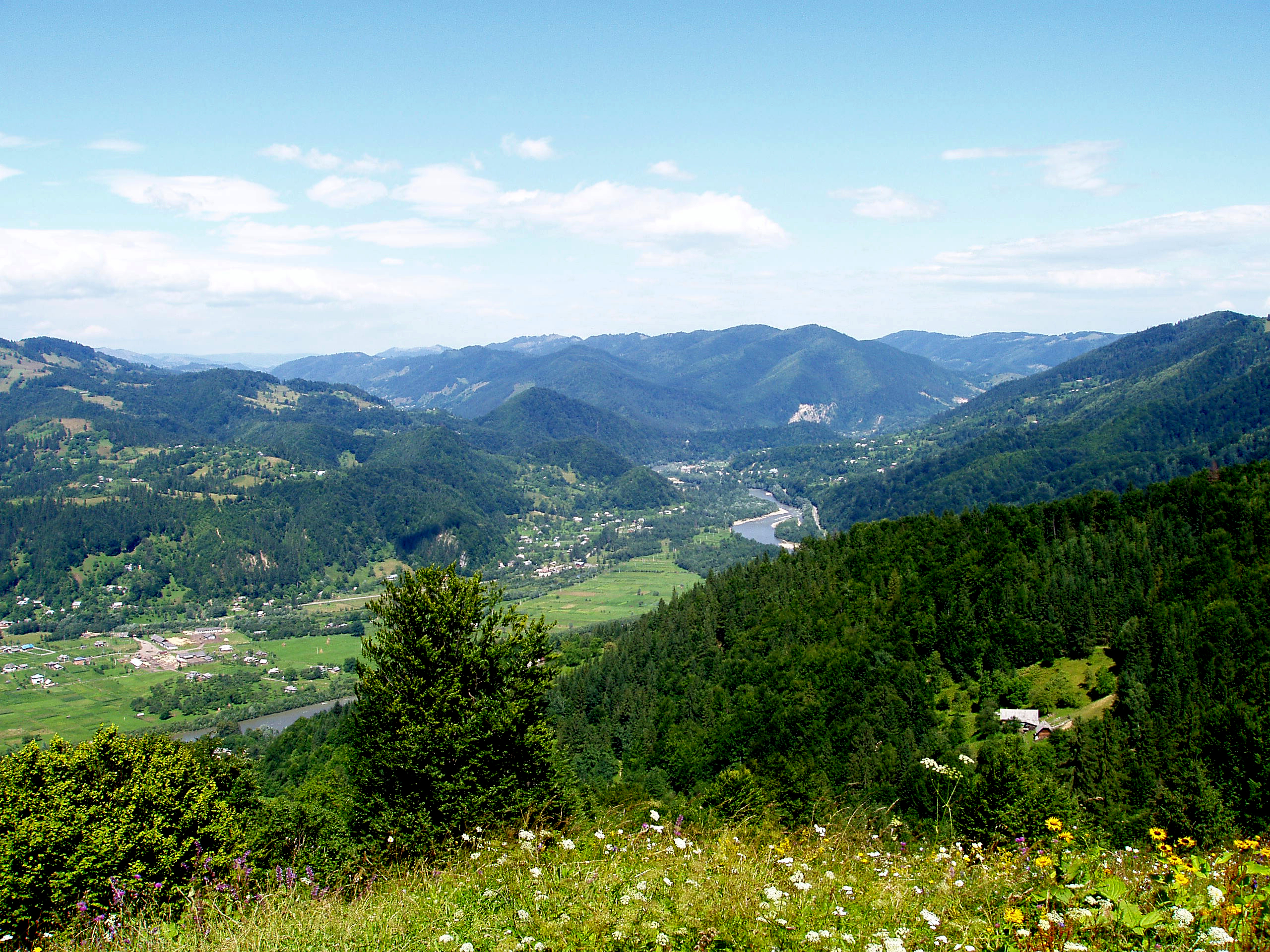
dans le Parc national de Vyjnytsia.
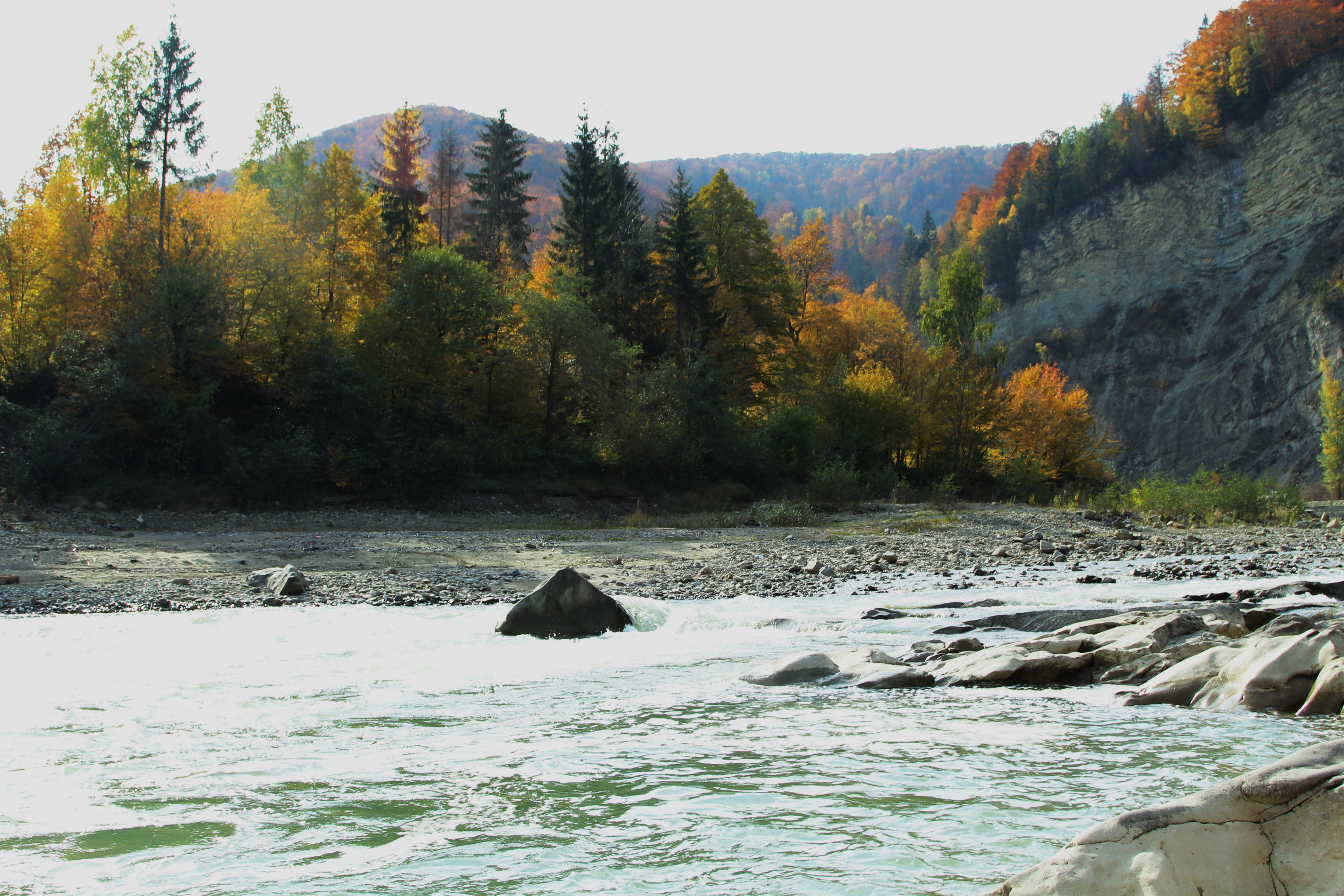
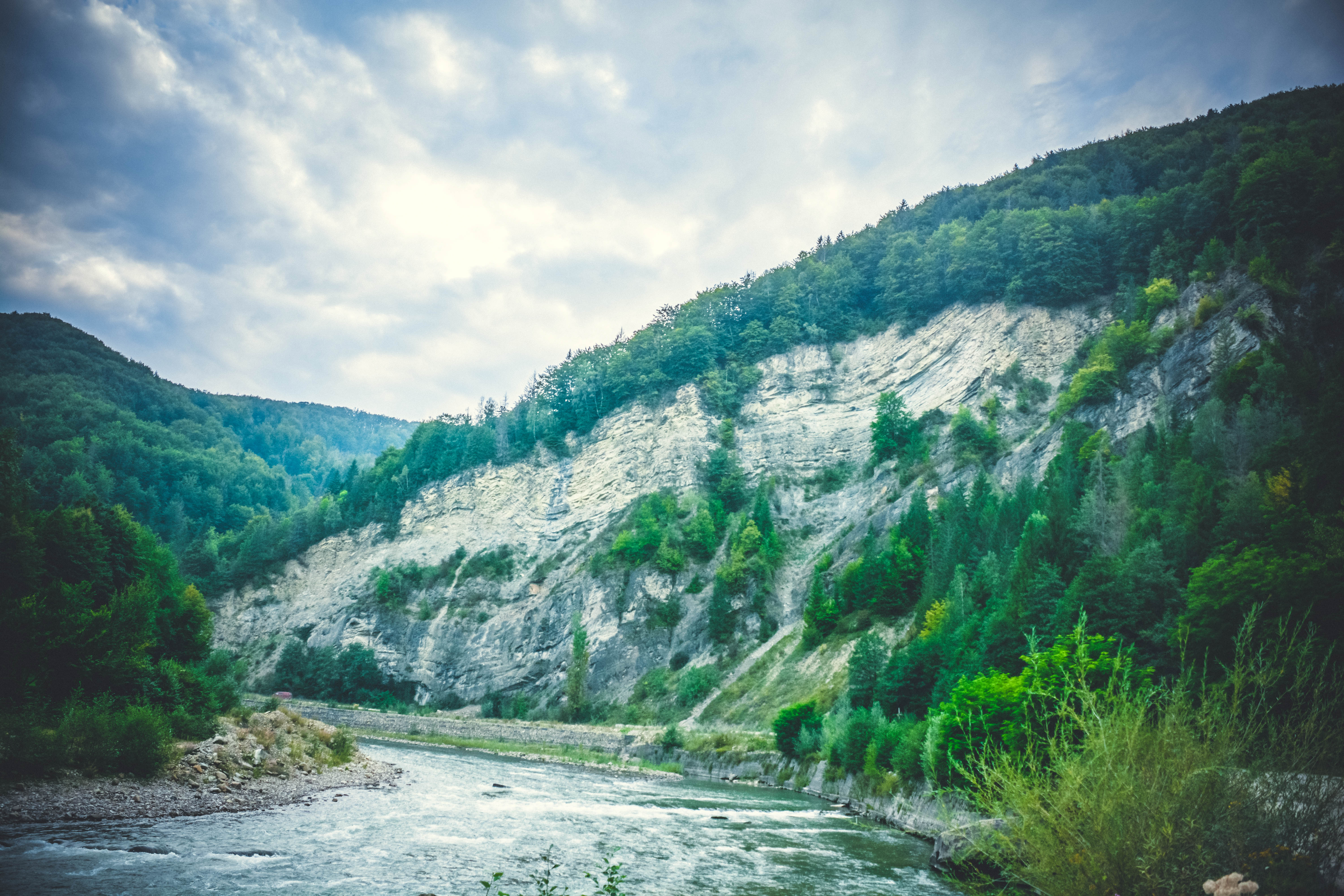
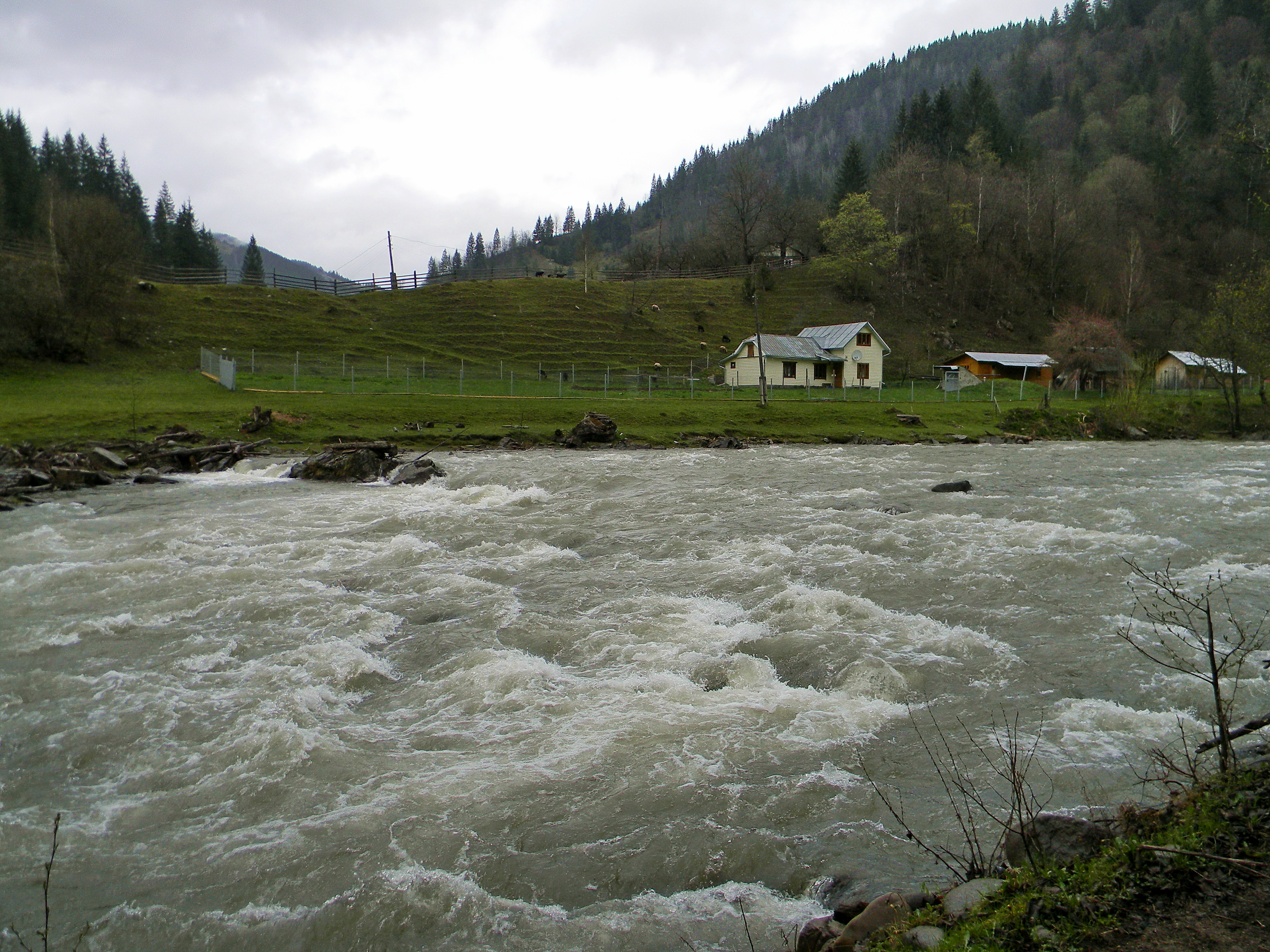
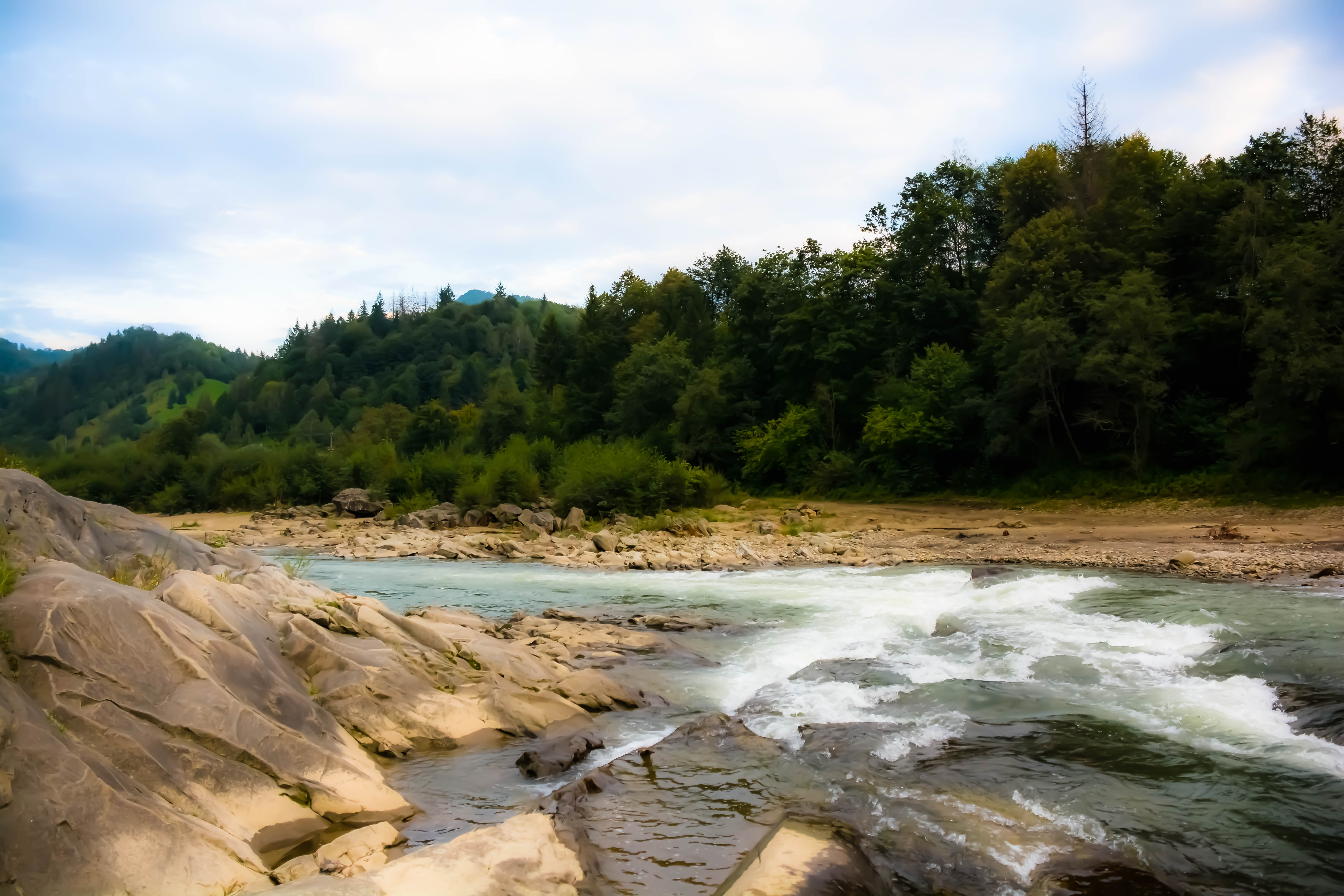